# A Sacerdotisa de Avalon
A Sacerdotisa de Avalon é um romance de 2000 por Marion Zimmer Bradley e concluído postumamente por Diana L. Paxson.